# Kontrarevolution
 Denne artikel bør gennemlæses af en person med fagkendskab for at sikre den faglige korrekthed.

Kontrarevolution eller modrevolution modarbejder revolutionens landvindinger.
Oprindeligt var det kongetro, der gjorde oprør mod den franske revolution. I 1800-tallet var det dem, der modarbejdede de socialistiske eller borgerlige revolutioner. I 1900-tallet blev betegnelsen anvendt om  modstand mod socialistiske revolutioner, hovedsageligt fordi de borgerlige revolutioner aftog.
Hitlers magtovertagelse i Tyskland 1933 var en kontrarevolution mod demokratiet i Tyskland (Weimarrepublikken). Genindførelsen af kapitalismen i Sovjetunionen var en kontrarevolution mod planøkonomien.
De, der stræber efter en kontrarevolution, kaldes kontrarevolutionære. Betegnelsen bruges om antikommunistiske grupper som Contras i Nicaragua.